# Alec Chamberlain
Alec Francis Roy Chamberlain (March, 20 de junho de 1964) é um antigo futebolista inglês que atuava como goleiro. Atualmente exerce a função de olheiro no Burnley. 
Em 26 anos de carreira profissional, fez 788 jogos oficiais (somando-se todas as competições que disputou), com destaque por Colchester United, Luton Town e, principalmente, Watford, clube que defendeu por 11 temporadas.

## Carreira de jogador
Revelado pelo Ramsey Town, iniciou a carreira em 1981, no Ipswich Town, mas não disputou nenhum jogo pelo clube e assinou com o Colchester United no ano seguinte. Nos U's, atuou em 188 partidas. Seu desempenho atraiu o interesse do Everton, que o contratou em 1987, mas o goleiro não entrou em campo pela equipe azul de Liverpool, que o emprestou no mesmo ano ao Tranmere Rovers.
Em 1988, foi contratado pelo Luton Town, onde permaneceria até 1993, com um período de empréstimo ao Chelsea em 1992, mas Chamberlain não jogou nenhuma partida pelos Blues. Passaria ainda pelo Sunderland, onde jogaria por 4 temporadas - também com um curto período emprestado ao Liverpool, em 1995, porém sem disputar nenhuma partida, embora tivesse levado a Copa da Liga Inglesa de 1994–95 como reserva de David James - até mudar-se para o Watford, clube pelo qual viveria seus melhores momentos, embora tivesse conquistado apenas um título: o da Segunda Divisão inglesa em 1997–98.
A partir de 2004, quando já possuía 40 anos de idade, Chamberlain também acumularia a função de treinador de goleiros do Watford. Sua penúltima partida, contra o Charlton Athletic (ainda pela Segunda Divisão), foi uma homenagem ao goleiro, que completava uma década na equipe. Tendo renovado o contrato até 2007, era, aos 42 anos de idade, o jogador mais velho da Premier League de 2006–07, e encerrou sua carreira ao final da temporada, sendo novamente homenageado por Adrian Boothroyd, que substituiu o titular Ben Foster aos 44 minutos do segundo tempo. Contabilizando a Football League First Division e a Premier League, é o quarto jogador mais velho a disputar uma partida (42 anos, 10 meses e 23 dias) e o terceiro em sua posição. 
Em 19 de maio, o Watford anunciou que Chamberlain encerraria a carreira de jogador e continuaria a trabalhar apenas como treinador de goleiros, função que exerceria até 2014.

## Títulos
Everton
- Supercopa da Inglaterra: 1987[6]

Liverpool
- Copa da Liga Inglesa: 1994–95

Sunderland
- Football League Division One: 1995–96

Watford
- Football League Second Division: 1997–98

### Individual
- Time do Ano da PFA: 1997–98[11]
- Jogador do Ano do Colchester United: 1985[12]
- Jogador do Ano do Watford: 1997–98, 2001–02